# Église de Saint-Alphonse-de-Liguori
L'église Saint-Alphonse-de-Liguori (parfois nommée Saint-Alphonse-de-Bagotville) est une église romaine située à La Baie, l'un des trois arrondissements de la ville de Saguenay, au Québec (Canada). Elle est dédiée à saint Alphonse de Liguori.

## Historique
L'emplacement de l'église est identifié dès 1846 sur le plan de l'arpenteur Jean-Baptiste Duberger fils. La paroisse Saint-Alphonse est érigée canoniquement le 31 août 1857 et les registres s’ouvrent le 2 janvier 1858. L'église est construite entre 1860 et 1867 par Jean-Félix Langlais. Elle est dès l'origine dédiée à saint Alphonse de Liguori, fondateur de la congrégation du Très Saint Rédempteur.
L'achat du terrain est le fruit d'une souscription auprès des cultivateurs de la région, néanmoins peu disciplinés comme en témoignent les archives (extraits du registre des délibérations de la Fabrique, engagement des cultivateurs du Poste Saint-Martin envers la Fabrique pour l'aider à payer le terrain, liste des débiteurs de la paroisse, etc.).
À côté de l’église se trouve un presbytère, construit en 1930 sur les plans de l'architecte Armand Gravel pour remplacer la maison à deux étages qui existait depuis 1860. Imposante bâtisse en style monumental anglais, il s'est vu adjoindre dans les années 1950 un garage et une salle de réunion, qui lui permet d'assumer sa vocation communautaire.
L'église est au cœur du site du patrimoine du Noyau-Institutionnel-de-Saint-Alphonse-de-Bagotville, officiellement reconnu en 1991. Ce site englobe un ensemble de bâtiments qui sont des témoins de l’histoire régionale du Saguenay : l'église Saint-Alphonse-de-Liguori elle-même, le presbytère construit en 1930, l'école Sainte-Thérèse construite en 1948 selon les plans des architectes Léonce Desgagné et Paul Boileau, et la maison du sacristain. Le site revêt une importance historique par le fait qu'il est situé dans l’une des premières zones de peuplement de la région et témoigne de la mise en place des premières infrastructures religieuses et éducatives dans le Saguenay. L’arrivée des sœurs du Bon-Conseil à Bagotville au début du XXe siècle est un élément clé dans le développement de l’éducation féminine dans la région.
Le territoire de la paroisse s’agrandit le 1er janvier 2003 avec l’annexion des paroisses Saint-Édouard, Saint-Marc et Notre-Dame-de-La-Baie. La paroisse est dissoute le 1er janvier 2024 et son territoire est rattaché à celui de la paroisse Saint-Alexis.
Le 22 février 2005, l'église a été inclus dans le site du patrimoine du Noyau-Institutionnel-de-Saint-Alphonse-de-Bagotville qui comprend aussi le presbytère, l'école Saint-Thérèse et la maison du sacristain.                     
Entre 1858 et 1971, 13 curés se succèdent à la paroisse de Bagotville : Léandre Gill (1854-1856), Lucien Otis (1856-1861), Pierre Boucher (1861-1864), François Morin (1864-1867), Narcisse Gauvin (1867-1868), Georges Potvin (1868-1871), Pierre Hubert Beaudet (1871-1880), Joseph Sirois-Duplessis (1880-1898), Henri Hubert Marie Cimon (1898-1921), Arthur Gaudreault (1921-1947), Joseph Bouchard (1947-1962), Elzéar Grenon (1962-1969), Raoul Lemieux (1969-1971). 

## Architecture et décorations
L'église Saint-Alphonse est la première église en pierre de la région. Trois types de pierre sont utilisés : calcaire de Deschambault, calcaire de Château-Richer, et granit local, en fonction des différentes phases de sa construction. Les pierres les plus valeureuses sont réservées aux côtés les plus visibles.
Le plan rectangulaire de l'église, avec abside en hémicycle, rappelle le modèle de lieu de culte conçu par l'architecte Thomas Baillairgé et ses collaborateurs. La tour placée en façade témoigne d'une approche originale, ainsi que le toit à deux versants retroussés, l'abside en hémicycle plus étroite que la nef, la sacristie de plan rectangulaire.
L’église possède un orgue Casavant Frères datant de 1927 et des vitraux de Bernard Léonard (le même qui fit les verrières de la basilique Sainte-Anne-de-Beaupré) créés en 1925. 